# Вяо
Вя́о (эст. Väo) — микрорайон в районе Ласнамяэ города Таллина, столицы Эстонии. В 2022 году по площади занимал 2-е место среди 16 микрорайонов Ласнамяэ, по численности населения — 15-е; среди 84 микрорайонов города соответственно — 9-е и 77-е.

## География
Расположен в восточной части Таллина. Граничит с микрорайонами Прийсле, Сели, Мустакиви, Тондираба и Сыямяэ и с волостями Йыэляхтме и Раэ. Площадь — 4,08 км². Плотность населения на 1 января 2023 года — 28,7 чел/км² (76-е место из 86 микрорайонов Таллина). 
В Вяо, у перекрёстка Петербургского шоссе и улицы Лагеди, берёт начало Таллинская окружная дорога. На территории микрорайона расположено озеро Тоома и протекает ручей Вяо.

## Улицы
В Вяо проходят улицы Бетоони, Вяо, Вяомурру, Йыэсааре, Йыэмяэ, Лагеди, Панеэли, Пенди, Петербургское шоссе, улицы Плаази, Приймурру и Тоома.

## Население
| Численность населения микрорайона Вяо на 1 января по данным Регистра народонаселения | Численность населения микрорайона Вяо на 1 января по данным Регистра народонаселения | Численность населения микрорайона Вяо на 1 января по данным Регистра народонаселения | Численность населения микрорайона Вяо на 1 января по данным Регистра народонаселения | Численность населения микрорайона Вяо на 1 января по данным Регистра народонаселения | Численность населения микрорайона Вяо на 1 января по данным Регистра народонаселения | Численность населения микрорайона Вяо на 1 января по данным Регистра народонаселения | Численность населения микрорайона Вяо на 1 января по данным Регистра народонаселения | Численность населения микрорайона Вяо на 1 января по данным Регистра народонаселения | Численность населения микрорайона Вяо на 1 января по данным Регистра народонаселения | Численность населения микрорайона Вяо на 1 января по данным Регистра народонаселения | Численность населения микрорайона Вяо на 1 января по данным Регистра народонаселения | Численность населения микрорайона Вяо на 1 января по данным Регистра народонаселения | Численность населения микрорайона Вяо на 1 января по данным Регистра народонаселения | Численность населения микрорайона Вяо на 1 января по данным Регистра народонаселения |
| 2008                                                                                 | 2010                                                                                 | 2011                                                                                 | 2012                                                                                 | 2013                                                                                 | 2014                                                                                 | 2015                                                                                 | 2016                                                                                 | 2017                                                                                 | 2018                                                                                 | 2019                                                                                 | 2020                                                                                 | 2021                                                                                 | 2022                                                                                 | 2023                                                                                 |
| ------------------------------------------------------------------------------------ | ------------------------------------------------------------------------------------ | ------------------------------------------------------------------------------------ | ------------------------------------------------------------------------------------ | ------------------------------------------------------------------------------------ | ------------------------------------------------------------------------------------ | ------------------------------------------------------------------------------------ | ------------------------------------------------------------------------------------ | ------------------------------------------------------------------------------------ | ------------------------------------------------------------------------------------ | ------------------------------------------------------------------------------------ | ------------------------------------------------------------------------------------ | ------------------------------------------------------------------------------------ | ------------------------------------------------------------------------------------ | ------------------------------------------------------------------------------------ |
| 129                                                                                  | ↘123                                                                                 | ↘116                                                                                 | ↗127                                                                                 | ↗128                                                                                 | ↗130                                                                                 | ↘126                                                                                 | ↗136                                                                                 | ↘130                                                                                 | ↘122                                                                                 | ↗126                                                                                 | ↗127                                                                                 | ↘118                                                                                 | →118                                                                                 | ↘117                                                                                 |

## История
В результате раскопок, проведённых в XIX веке, на территории Вяо было обнаружено несколько древних захоронений времён раннего бронзового века, которые свидетельствуют о том, что люди уже проживали здесь в 10—7 столетиях до нашей эры. В 1984 году в Вяо были обнаружены следы поселения площадью около 5 км², которые были датированы ранним железным веком.
Первые письменные свидетельства о деревне Вяо появляются в Датской поземельной книге 1241 года, которая основана на перечне населённых пунктов северной Эстонии, составленном датскими монахами в ходе «Большой эстонской переписи», проводившейся в 1219—1220 годах. Деревня в ней упоминается под названием Uvæ tho. В 1402 году Ревель выкупил деревню у Ливонского ордена.
В XV веке в деревне было 13 хуторов и водяная мельница.
В ходе Северной войны деревня была разорена, и, несмотря на близость к Ревелю, хозяйства так и не были восстановлены до второй половины XIX века. 
В XIX веке деревня относилась к городской мызе Фет (нем. Faeht, Вяо, эст. Väo linnamõis, также Тонди, эст. Tondi mõis), которой принадлежали расположенные здесь три корчмы, водяная мельница и известняковые карьеры.
В 1920-х годах, в Первой эстонской республике, в деревне началось активное строительство жилых домов. Часть хуторов вновь была уничтожена в ходе Второй мировой войны. В августе 1941 года в Вяо прошли бои между вермахтом и Красной армией (см. Таллинская оборона (1941)). После войны немецкие военнопленные построили проходящее через территорию деревни Ленинградское шоссе, которое сейчас носит название Петербургское шоссе.
В 1949 году в деревне был создан колхоз «Üksmeel» («Единство»), который в 1950 году был объединён с совхозом имени Арнольда Соммерлинга.
В 1975 году деревня Вяо была присоединена к Таллину и на её основе сформирован микрорайон Вяо.

## Застройка и предприятия
В микрорайоне функционирует запущенная в 2009 году электростанция Вяо, производящая электричество из воcстанавливающихся источников. Мощность электростанции — 5 мегаватт электричества и 49 мегаватт тепловой энергии. В качестве топлива используются опилки и торф. В 2009 году она обеспечивала электричеством 60 тысяч человек.
В прошлом в Вяо производилась добыча известняка. В настоящее время в известняковом карьере Вяо предприятие Väo Paas OÜ производит добычу известнякового щебня. Здесь же находится пункт переработки строительных отходов компании ATI Grupp OÜ.
На территории Вяо расположены несколько офисно-складских зданий и построенный в 2018 году гипермаркет торговой сети «Rimi».
Жилая застройка микрорайона состоит из пяти кирпичных двухэтажных домов, построенных в 1959 году на улице Приймурру.

## Общественный транспорт
Через микрорайон пролегает единственный городской автобусный маршрут: № 55 (по улице Панеэли), а также несколько пригородных маршрутов: № 104, 104A, 104B, 106A, 152, 152B, 153, 154, 156 (по Петербургскому шоссе).

## Галерея
- Микрорайон Вяо
- Въезд в микрорайон Вяо (слева, справа — в микрорайон Сели) по Нарвскому шоссе
- Электростанция Вяо
- Вид на микрорайон с улицы Лагеди
- Озеро Тоома